# RIZIN.16
RIZIN.16（ライジン・シックスティーン）は、日本の総合格闘技団体「RIZIN」の大会の一つ。
2019年6月2日に兵庫県神戸市神戸ワールド記念ホールで開催された。

## 概要
RIZIN初の関西地方での開催となった本大会では、前年大晦日のRIZIN.14で初代女子スーパーアトム級王者となった浜崎朱加がタイトルマッチで、かつて、アメリカのInvicta FCで勝利しているジン・ユ・フレイ（第5代Invicta女子アトム級世界王者）と対戦し、浜崎が判定で勝利を収め、RIZIN女子スーパーアトム級王座の初防衛に成功した。

## 対戦カード
第1試合 オープニングマッチ キックボクシングルール 69.0㎏契約ワンマッチ 3分3R
○  憂也 vs.  田中STRIKE雄基 ×
1R 2:45 TKO（3ノックダウン）
第2試合 オープニングマッチ キックボクシングルール 56.0kg契約ワンマッチ 3分3R
○  植山征紀 vs.  拳剛 ×
1R 2:42 TKO（3ノックダウン）
第3試合 キックボクシングルール 60.0kg契約ワンマッチ 3分3R
×  一刀 vs.  中村寛 ○
2R 0:18 KO（左ハイキック）
第4試合 MMAルール 59.0kg契約ワンマッチ 5分3R 肘あり
○  征矢貴 vs.  川原波輝 ×
1R 4:05 KO（右フック）
第5試合 キックボクシングルール 63.0㎏契約ワンマッチ 3分3R
×  山口裕人 vs.  白鳥大珠 ○
3R終了 判定0-3
第6試合 MMAルール 61.0kg契約ワンマッチ 5分3R 肘あり
○  山本アーセン vs.  ティム・エスクトゥルース ×
1R 2:04 KO（右肘）
第7試合 キックボクシングルール 59.0kg契約ワンマッチ 3分3R
×  国崇 vs.  堀尾竜司 ○
3R終了 判定0-3
第8試合 MMAルール 61.0kg契約ワンマッチ 5分3R 肘あり
○  魚井フルスイング vs.  カナ・ハイアット ×
3R 4:32 TKO（スタンドパンチ連打）
第9試合 MMAルール 71.0kg契約ワンマッチ 5分3R 肘あり
×  ダロン・クルックシャンク vs.  トフィック・ムサエフ ○
3R終了 判定0-3
第10試合 MMAルール 59.0kg契約ワンマッチ 5分3R 肘あり
○  中村優作 vs.  トップノイ・タイガームエタイ ×
3R終了 判定3-0
第11試合 MMAルール 120kg契約ワンマッチ 5分3R 肘あり
×  ロッキー・マルティネス vs.  ジェイク・ヒューン ○
3R終了 判定1-2
第12試合 女子MMAルール 49.0kg契約ワンマッチ 5分3R
×  浅倉カンナ vs.  山本美憂 ○
3R終了 判定0-3
第13試合 女子MMAルール RIZIN女子スーパーアトム級タイトルマッチ（49.0kg契約） 5分3R 肘あり
○ 王者  浜崎朱加 vs. 挑戦者  ジン・ユ・フレイ ×
3R終了 判定3-0
※浜崎が王座初防衛に成功。
第14試合 ISKAユニファイドルール世界フェザー級タイトルマッチ（57.0㎏契約） 3分5R
×  マーティン・ブランコ vs. 挑戦者  那須川天心 ○
2R 2:19 KO（左膝蹴り）
※那須川が王座獲得に成功。ISKA世界フェザー級王者となった。